# Chiesa di San Giorgio (Altopiano della Vigolana)
La chiesa di San Giorgio è la parrocchiale di Vigolo Vattaro, frazione di Altopiano della Vigolana in Trentino. L'edificio risale al XIV secolo.

## Storia
Annachiara Visintainer afferma che la chiesa sia stata edificata nel 1283 . 
La chiesa con dedicazione a San Giorgio, a Vigolo Vattaro, è documentata dal 1368.  Annachiara Visintainer afferma che i documenti che testimoniano la presenza della chiesa a Vigolo Vattaro risalgono al 1390.
Quando la comunità di Vigolo cominciò a sentire l'esigenza di un luogo di culto in grado di accogliere il numero accresciuto di fedeli si decise di erigere una nuova chiesa, esattamente sullo stesso sito della precedente e con lo stesso orientamento ma di maggiore ampiezza.
Nel 1501 Papa Alessandro VI emanò una bolla papale nella quale decreta il diritto di patronato alla famiglia Tabarelli sulla chiesa di Vigolo Vattaro unita a quella di San Martino a Vattaro.
I lavori per il nuovo edificio iniziarono nel 1542 e proseguirono a lungo. Quando la chiesa fu meta di una visita pastorale, nel 1571, il nuovo edificio era quasi ultimato, rimanevano solo le rifiniture.
Nel primo decennio del XVIII secolo venne retta la torre campanaria poi, negli anni seguenti, la sala venne ampliata, furono aggiunte due cappelle sulle pareti laterali e si iniziò a decorare con affreschi e stucchi anche la sacrestia.
Fino al 1826 la parrocchia di Vigolo Vattaro, insieme a Vattaro, erano legati a quello di Calceranica. Questo comportava il pagamento da parte dei due paesi di un contributo, non in denaro, ma in frumento.
L'edificio tuttavia non era ancora arrivato a soddisfare le esigenze dei fedeli, e dalla metà del XIX secolo presero il via nuovi ampliamenti e venne aggiunta la cantoria. Furono anche rivisti la copertura e i portali, fu rifatta la pavimentazione e l'edificio venne nuovamente tinteggiato.
Durante il primo dopoguerra vennero decorati con affreschi il presbiterio e parti della sala e delle cappelle.
Dalla metà del XX secolo ripresero i restauri conservativi e decorativi con l'esecuzione di nuovi dipinti sulla facciata e col rifacimento in vari punti degli intonaci. Venne rifatto con travertino il pavimento della sala.
Un ultimo ciclo di interventi si concretizzò tra 1990 e 1996 quando l'edificio fu nuovamente ristrutturato con lavori sul tetto, sulla pavimentazione e col ripristino di alcune nicchie, sulla facciata, che in precedenza erano state chiuse. Questi lavori hanno riportato alla luce reperti storici le mura della precedente chiesa.

## Descrizione
La chiesa di San Giorgio presenta delle similitudini con altri luoghi di culto del '500 presenti in Trentino.
Gli elementi che caratterizzano l'edificio sono una navata centrale coperta con una volta a botte. Sulle pareti laterali è possibile osservare cinque archi e due cappelle (all'altezza dei più grandi); a sinistra quella del crocifisso, mentre l'altra di fronte dedicata alla Vergine del Rosario, entrambe costruite nel '700.
Numerose costolonature caratterizzano l'apside pentagonale formando dei rombi. Inoltre, finestre ogivali e a tutto sesto arricchiscono le pareti della chiesa.

### Il campanile

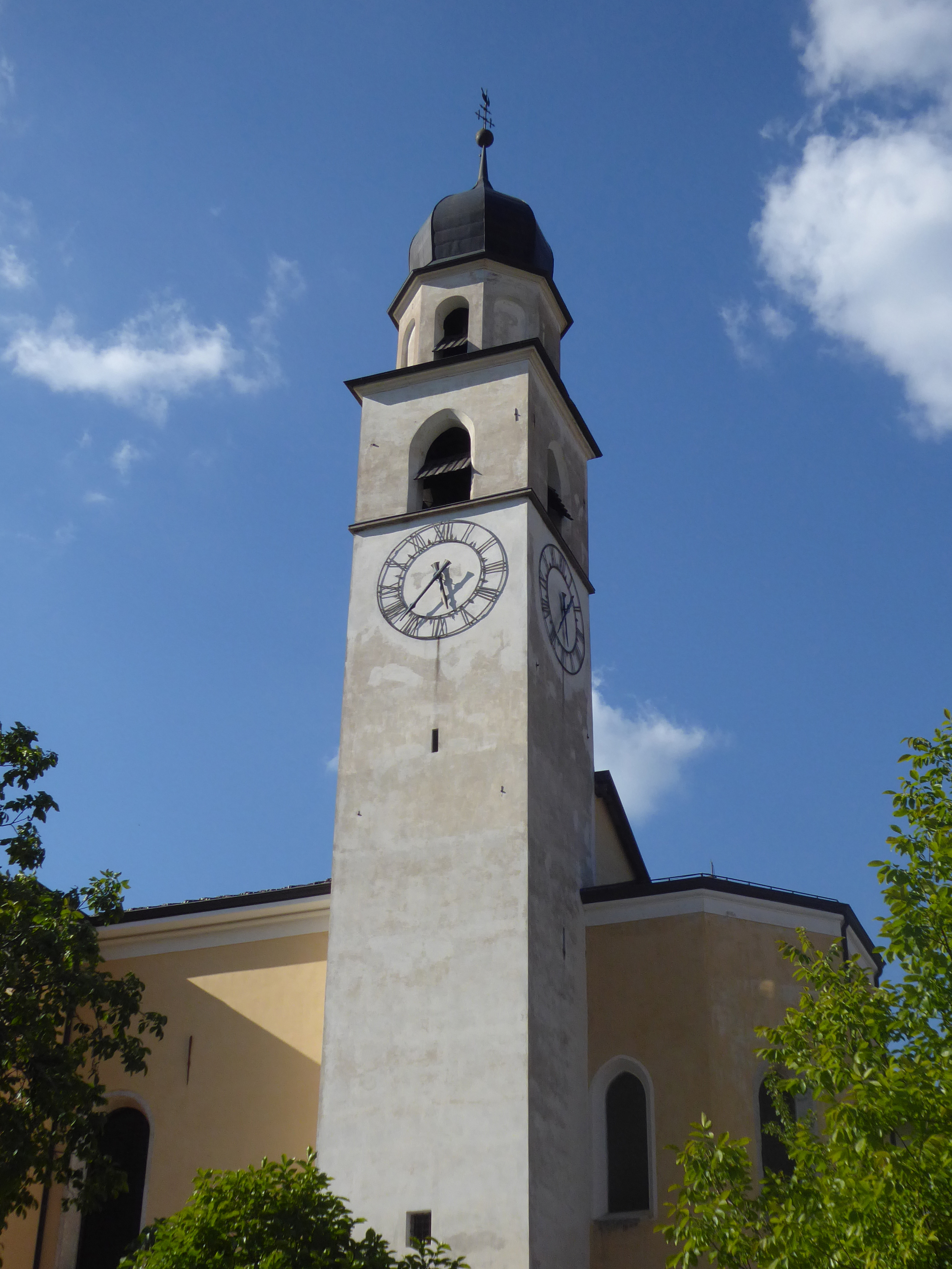
Campanile chiesa di San Giorgio

L'attuale campanile venne eretto nuovamente nel '700. La costruzione costò molto, per questo motivo chiesero una quota agli abitanti di Vattaro, i quali la negarono perché sostenevano che il lavoro non era necessario.

### Gli altari
All'interno della chiesa sono presenti tre altari del '700, quello maggiore e ai lati quello del Crocifisso e l'altare del Rosario.
L'altare maggiore si sviluppa in tutta la larghezza dell'abside. Annesso all'altare è presente un ciborio con sei colonne tortili bicrome. Al di sopra è presente una cimasa con angeli e una sfera di marmo giallo.

### Gli affreschi

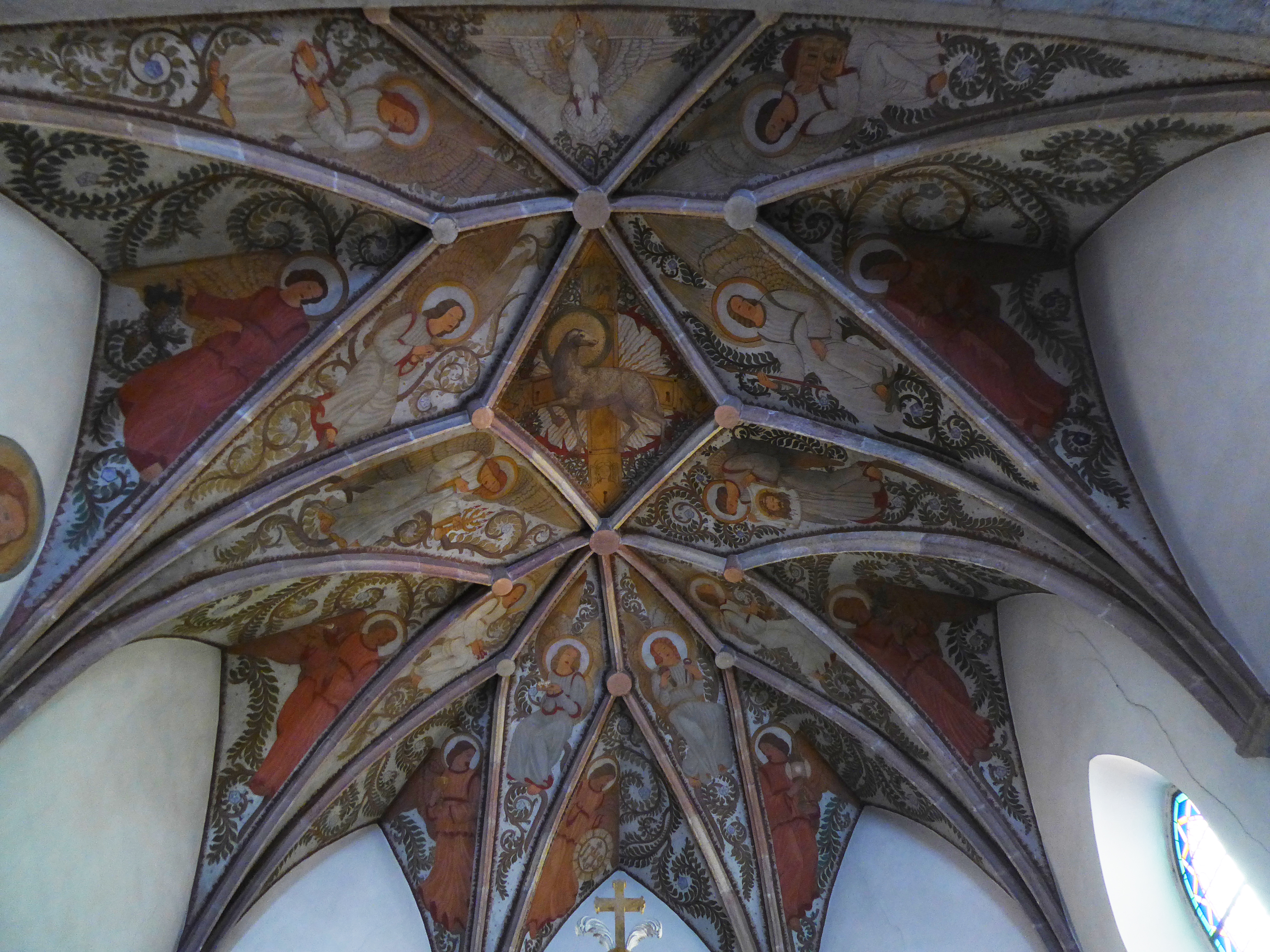
Decorazione della volta dell'abside

- "La Vergine con Bambino in gloria con San Giorgio e la principessa" del 1600 di Passamani e Frigimelica, è la pittura più antica presente all'interno della chiesa ed è situata sopra la sacrestia; [4]
- "Sant'Antonio da Padova", anch'esso seicentesco, oggi si trova sopra la sacrestia, prima era collocato sul primo altare laterale destro;[4]
- "San Giorgio" del 1926 di Carlo Donati;[4]
- "Via Crucis", del 1857 di Luigi Guarnieri, dipinta su commissione dei vigolani;[4]
- Decorazione presenti sulla volta dell'abside, del 1926 di Carlo Donati;[4]
- "La recita dell'angelus nei campi" del 1928 di Agostino Aldi.[4]